# قتبان

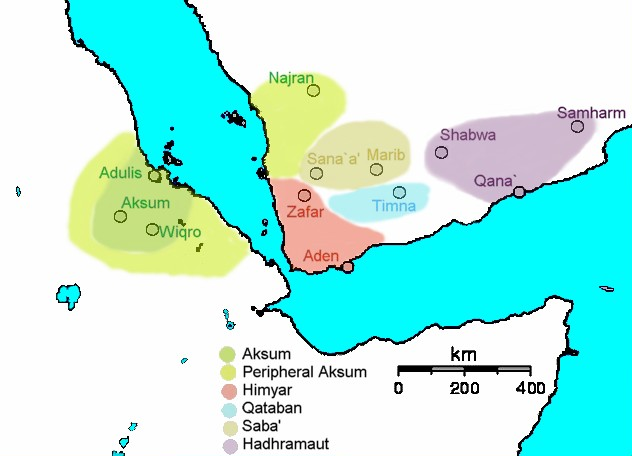

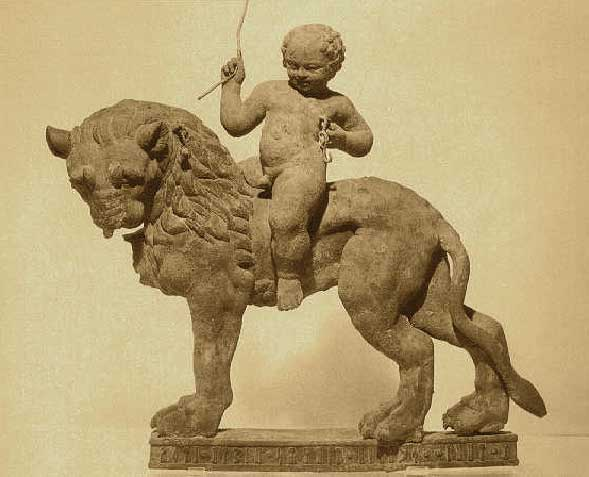
شیر برنزی و سوارش، ساخته‌شده توسط قنبانی‌ها حدود ۵۰–۷۵ پیش از میلاد.

دولت قَتَبان از حکومت‌های باستانی عرب‌های جنوبی واقع در یمن بوده است. این دولت در جنوب غربی سرزمین یمن و جنوب دولت سبا و مشرق ربع الخالی و در نزدیکی حضرموت قرار داشته است. پایتخت دولت قتبان شهر تمنع بود که در وادی بیحان واقع در نزدیکی (باب‌المندب) قرار داشته که اکنون به نام کحلان شناخته می‌شود.

## پادشاهی قتبان
پادشاهی قتبان در جنوب دولت معین و شمال حضرموت قرار داشت و تا نزدیک سواحل اقیانوس هند و شاید قسمتی از سواحل دور جنوب غربی را نیز شامل می‌شد. این پادشاهی یکی از تمدن‌های اصلی عربستان جنوبی بود. تمام یا بیشتر خاک سلطنت قدیم اوسان که در جنوب غربی این پادشاهی واقع بود به همراه شهر معروفش دثینه و نواحی پادشاهی حِمیر و قلمرو خداوندان قصر و قلعه ریدان (ظفار کنونی) در سلطان‌نشین عمان  بخشی از این پادشاهی بودند.
آغاز تاریخ این حکومت از سبا پیش‌تر و با دولت معین همزمان یا قدری پس از ابتدای آن است و انقراض آن که مبدأ دورهٔ تاریخی جدیدی در مملکت سبا بود در قرن دوم پیش از میلاد و به احتمال قوی در حدود ۱۱۵ ق.م رخ داد. گلازر از کاشفان عمده آثار باستانی یمن نزدیک صد فقره کتیبه قتبانی را به‌دست آورده و از آنها نام بیست پادشاه قتبان را پیدا کرده است. ولی قبل از دوره سلاطین دوره فرمانروایان کاهن بود که به مُکرب یا مَکرب معروف بودند و نام هشت نفر از آنان نیز به‌دست آمده است. قتبان قبل از اقتدار دولت سبا مملکتی قوی و متحد اصلی دولت معین بود و با دولت سبا جنگید؛ ولی بعدها متحد دولت سبا شد و متفقاً دولت معین را منقرض ساختند و به اتفاق پادشاهی حضرموت هرسه بر ضد پادشاهی اوسان جنگیدند و آن را مغلوب کردند.
پایتخت پادشاهی (تِمْنَع) در جنوب شرقی مأرب پایتخت سبا واقع بود و در تعیین نقطه حقیقی آن بحث زیاد است و به عقیده بعضی کحلان حالیه آن نقطه است. مورخان رومی ناجیه (یانجیه) را در شمار شهرهای مهم این پادشاهی قرار داده‌اند.